# Pheidole alpestris
Pheidole alpestris  (лат.) — вид муравьёв рода Pheidole из подсемейства Myrmicinae (Formicidae). Новый Свет.

## Распространение
Южная Америка: Эквадор (6 км ю.-в. Pifo, Pichincha, 0°15'S 78°18'W, 2900 м).

## Описание
Мелкие земляные мирмициновые муравьи, длина около 2—3 мм, солдаты одноцветные коричневые (рабочие светло-коричневые; характерные для рода большеголовые солдаты крупнее). Проподеум выпуклый. Затылочный край головы солдат вогнутый. Усики рабочих 12-члениковые с 3-члениковой булавой. Ширина головы крупных солдат — 1,02 мм (длина головы — 1,02 мм). Ширина головы мелких рабочих 0,54 мм, длина головы 0,62 мм, длина скапуса — 0,44 мм. Стебелёк между грудкой и брюшком состоит из двух члеников: петиолюса и постпетиолюса (последний четко отделен от брюшка). Pheidole alpestris относится к видовой группе Pheidole diligens Group и сходен с видом Pheidole cameroni, но отличается крупными проподеальными шипиками, обильными волосками на теле, включая голову и брюшко. Вид описан в 2003 году американским мирмекологом профессором Эдвардом Уилсоном.